# Афанасьево (Александровский район)
Афанасьево — деревня в Александровском муниципальном районе Владимирской области России. Входит в состав Следневского сельского поселения.

## География
Село расположено в 2,5 км на север от города Александрова.

## История

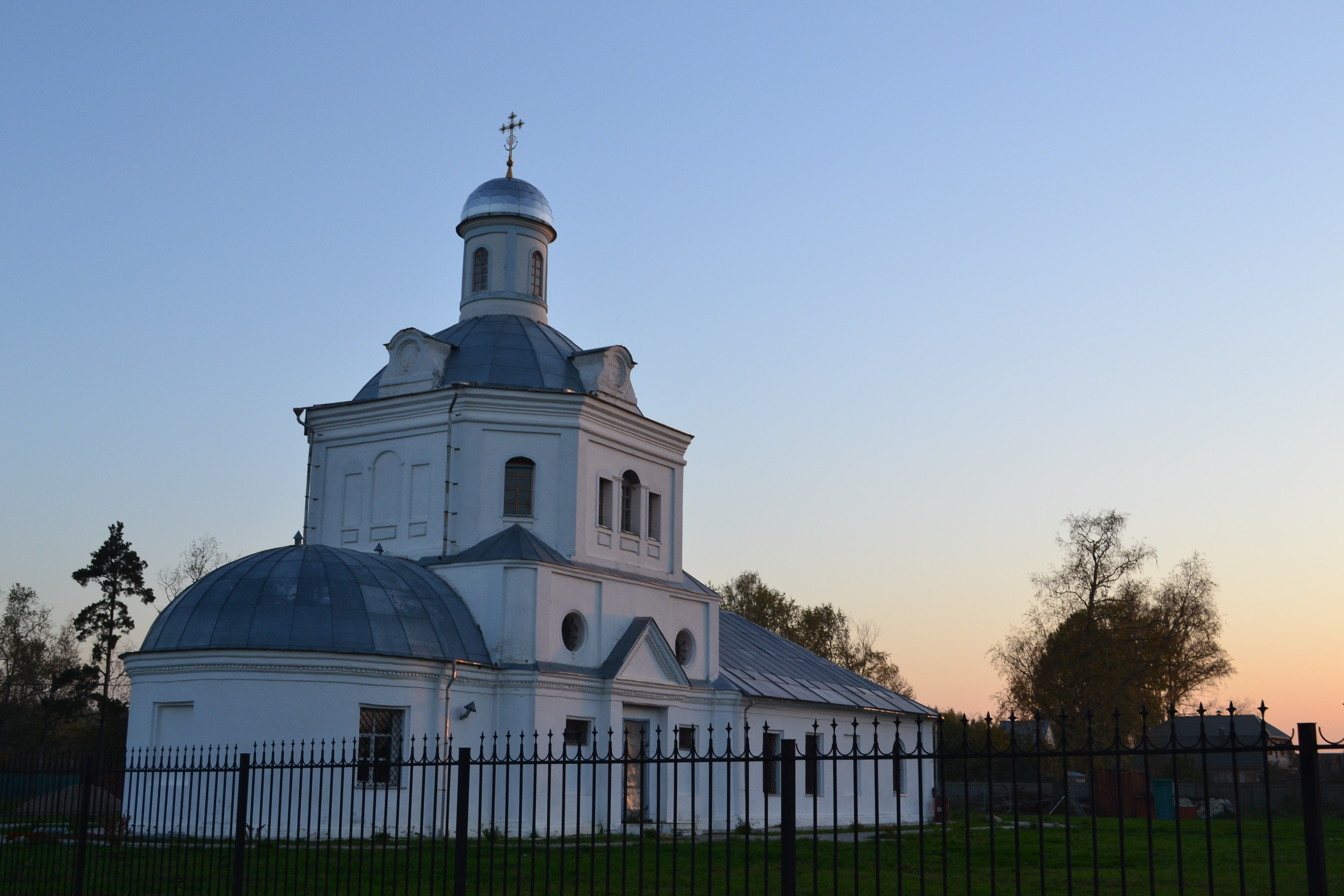
Церковь Иоанна Богослова

Село в старину входило в состав дворцовой волости с центром в Александровской Слободе, присёлком которой оно было. На 1628 год в патриарших окладных книгах значится «церковь Воскресение Христово в с. Офонасьеве в слобоцком присёлке». Церковь Воскресения стояла до 1803 года, когда по благословению преосвященного Ксенофонта, епископа Владимирского и Суздальского на средства прихожан была построена ныне существующая каменная церковь Апостола и Евангелиста Иоанна Богослова. Кроме главного престола, в храме, в трапезной был тёплый придел святителя Николая Мирликийского Чудотворца. В советское время, в 1930-е годы храм был закрыт, разрушена колокольня.
В XIX и первой четверти XX века село входило в состав Александровской волости Александровского уезда.
В годы советской власти, до 1998 года Афанасьево входило в состав Бакшеевского сельсовета. В 1965 году к селу была присоединена деревня Дичково.

## Население
| 1859 | 1905 | 1926 | 2002 | 2010 | 2021 |
| ---- | ---- | ---- | ---- | ---- | ---- |
| 100  | ↘94  | ↗124 | ↘86  | ↗88  | ↘81  |

## Достопримечательности
В деревня располагается храм Иоанна Богослова (1802), который требует реставрации. С 1999 года открыт, служатся молебны.